# إيفانا جوروفيتش
إيفانا جوروفيتش (بالصربية: Ивана Јоровић) مواليد 3 مايو 1997 في تشاتشاك، صربيا والجبل الأسود، هي لاعبة كرة مضرب صربية وتحتل حالياً المرتبة 151 (4 أبريل 2016) في تصنيف رابطة محترفات كرة المضرب. أعلى تصنيف لها في الفردي كان 151. أعلى تصنيف لها في الزوجي كان 500.

## النهائيات

### الزوجي (1–0)
| الحصيلة | الرقم | التاريخ       | الدورة                      | الأرضية | الشريك     | المنافس                  | النتيجة  |
| ------- | ----- | ------------- | --------------------------- | ------- | ---------- | ------------------------ | -------- |
| الفوز   | 1.    | 10 أغسطس 2015 | بنسلفانيا، الولايات المتحدة | صلبة    | جيسيكا مور | برين بورن ناديا جيلكريست | 6–1, 6–3 |

## روابط خارجية
- إيفانا جوروفيتش على موقع رابطة محترفات التنس (الإنجليزية)
- إيفانا جوروفيتش على موقع الاتحاد الدولي لكرة المضرب (الإنجليزية)
- إيفانا جوروفيتش على موقع كأس بيلي جين كينغ (الإنجليزية)
- إيفانا جوروفيتش على موقع بطولة ويمبلدون (الإنجليزية)
- إيفانا جوروفيتش على موقع خلاصة التنس.كوم (الإنجليزية)
- إيفانا جوروفيتش على موقع اللجنة الأولمبية الدولية (الإنجليزية)
- إيفانا جوروفيتش على موقع أوليمبيديا (الإنجليزية)
- إيفانا جوروفيتش على موقع اللجنة الأولمبية الصربية (الصربية)